# Sivananda Yoga

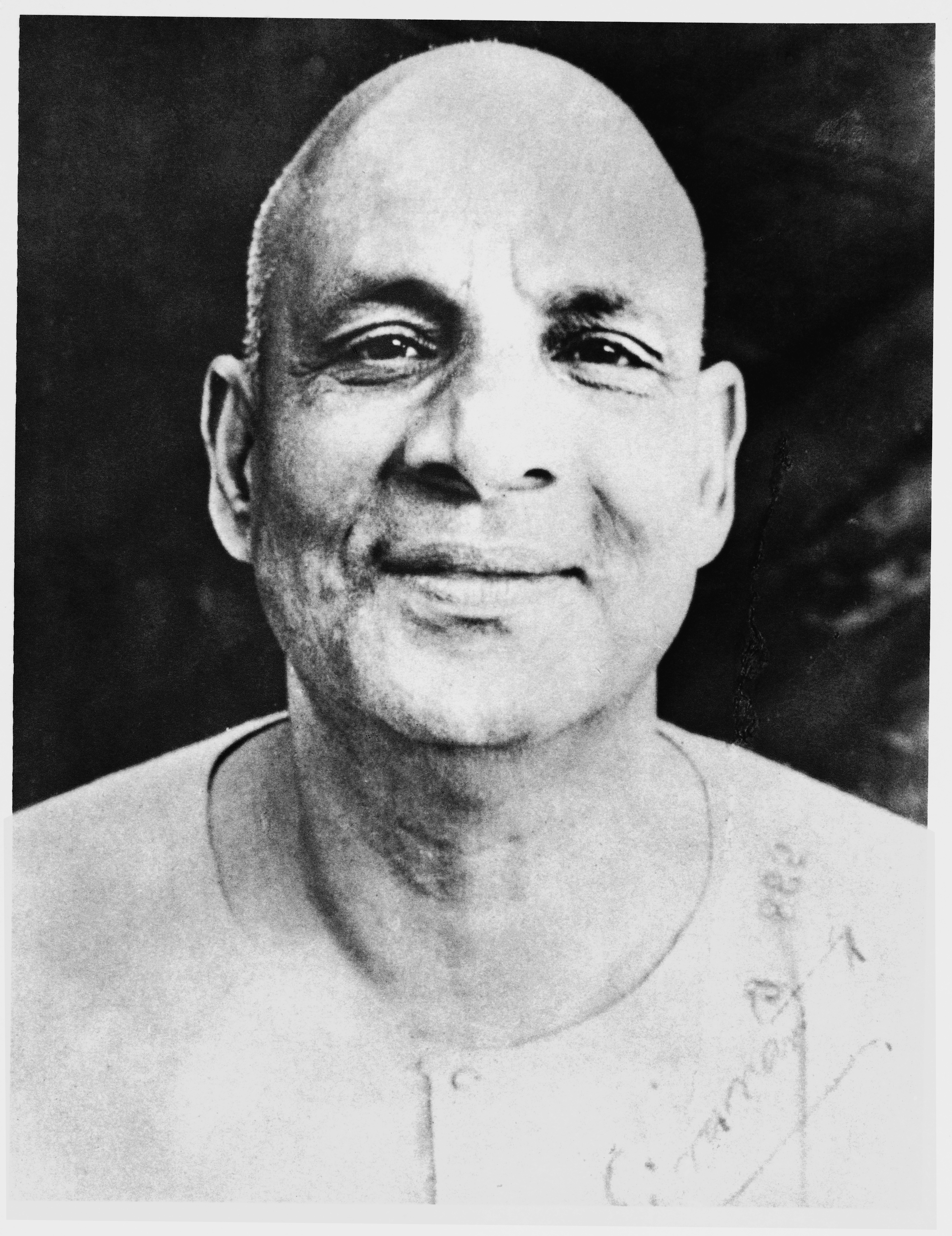
Sivananda

Vishnudevananda im Lotussitz

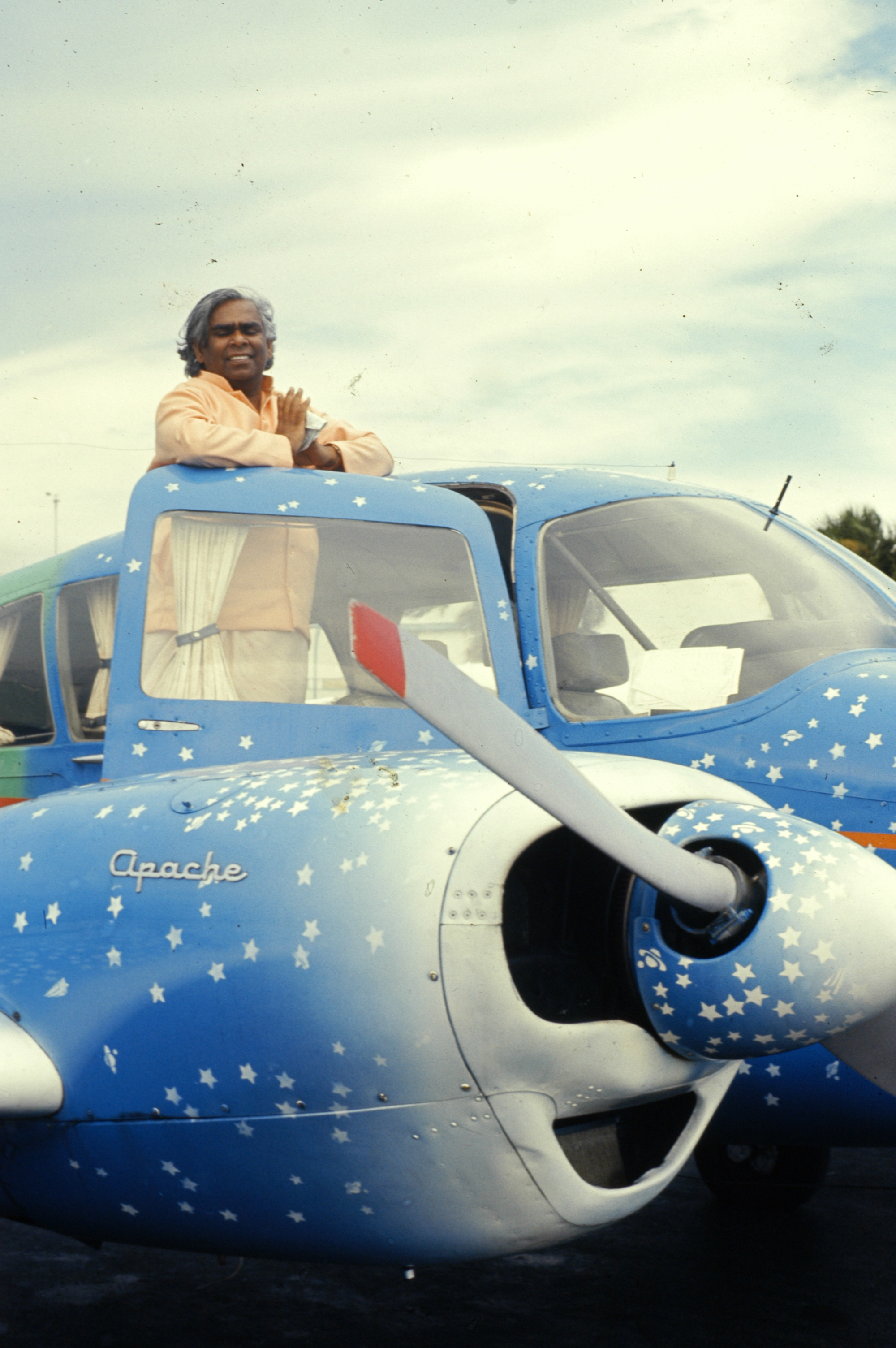
Vishnudevananda mit seinem Flugzeug

Die Internationalen Sivananda Yoga Vedanta Zentren (ISYVC) sind eine Organisation, die Yogaschulen und Ausbildungszentren in Nord- und Südamerika, Europa und Asien betreibt. Die Organisation ist nach dem Yoga-Guru Sivananda (Kuppuswami) benannt und wurde von dessen Schüler Vishnudevananda (Kuttan Nair) nach eigenen Angaben im Jahr 1957 gegründet. Der Hauptsitz befindet sich in Val Morin, im Bundesstaat Québec, Kanada. Der Begriff Sivananda bzw. Sivananda Yoga ist in mehreren Ländern als Wortmarke durch die Organisation geschützt.
In einem weltweiten Netzwerk mit elf Ashrams in acht Ländern und 27 Zentren lehren unbezahlte Mitarbeiter, sogenannte Karma Yogis, die vier Heilswege des Sivananda Yoga. Die Haupteinnahmequelle der Organisation sind Hatha-Yoga-Kurse und vierwöchige Yogalehrerausbildungen. Im Rahmen eines Franchise-Vertrags werden weitere etwa 30 Yogaschulen von Absolventen der Yogalehrerausbildungen betrieben.
In Deutschland agiert Sivananda Yoga als eingetragener Verein und betreibt Yogaschulen in München und Berlin. Der österreichische Verein betreibt ebenfalls eine Yogaschule in Wien und ein Seminarhaus in Reith bei Kitzbühel. Mehr als 37.000 Yogalehrer haben nach Angaben der Organisation seit 1969 die Internationale Sivananda-Yoga-Lehrerausbildung absolviert.

## Die fünf Punkte
Vishnudevananda fasste das klassische Yoga in fünf Grundprinzipien für körperliche und geistige Gesundheit zusammen, die jeder innerhalb seines eigenen Lebensstils anwenden könne. Alle Aktivitäten der Internationalen Sivananda-Yoga-Vedanta-Zentren sind auf diesen fünf Prinzipien aufgebaut.
1. Richtige Körperübungen (Asana) sollen die Gelenke und Muskeln geschmeidig halten und das Herz-Kreislauf-System aktivieren. Neben unzähligen positiven Wirkungen für die Gesundheit sollen Asanas auch Konzentration und Meditation entwickeln.
2. Die richtige Atmung (Pranayama) soll den Körper mit dem Solarplexus verbinden, in dem ein enormes Energiepotenzial gespeichert sei. Durch besondere Atemtechniken soll diese Energie freigesetzt werden, was umfassende physische und geistige Erneuerung ermöglichen soll.
3. Richtige Entspannung (Savasana) sei besonders wichtig, um Körper und Geist gesund zu halten. Yoga lehrt drei Entspannungsebenen – physisch, geistig und spirituell.
4. Richtige Ernährung (vegetarisch) bedeutet, bewusst zu essen. Als Yogi wähle man die Nahrungsmittel, die die beste Wirkung auf Körper und Geist haben und den wenigsten Schaden an der Umwelt anrichten.
5. Positives Denken und Meditation (Vedanta und Dhyana) sollen Stress lindern und neue Energie eröffnen. Meditation soll die Konzentration verbessern, zu geistigem Frieden und spiritueller Kraft führen. Meditation sei besonders hilfreich für Menschen mit einem hektischen und stressreichen Leben.

Um diese fünf Punkte anschaulich zu erklären, nutzte der Yogameister eine bildhafte Gleichsetzung zwischen dem menschlichen Körper und dem Auto. Beide benötigten genau fünf Dinge, um reibungslos zu laufen: Auto wie Körper müssten regelmäßig geschmiert/geölt werden (Asanas); beide brauchten eine Batterie (Yoga-Atemübungen, um den Körper mit Energie aufzuladen). Unverzichtbar seien auch Treibstoff (richtige Ernährung) und Kühlung (Entspannung). Damit seien das Auto wie auch der menschliche Körper „fahrtüchtig“. Was jetzt noch fehle, sei der intelligente und umsichtige Fahrer (Geist, der via Meditation und positivem Denken gelenkt wird).

## Die vier Pfade
Die im Sivananda Yoga gelehrten vier Heilswege des Yoga sind:
- Karma Yoga – der Pfad des Handelns
- Bhakti-Yoga – der Pfad der Hingabe
- Raja Yoga – der Pfad der geistigen Kontrolle
- Jnana Yoga – der Pfad der Weisheit

Die Praxis aller vier Yogawege wurde von Sivananda als Yoga der Synthese bezeichnet. Ein ähnliches Modell wurde bereits zuvor von Aurobindo Ghose als Integraler Yoga beschrieben.

## Missbrauchsvorwürfe gegen Vishnudevananda und andere Personen

### Anschuldigungen
Im Dezember 2019 kam es aufgrund eines Facebook-Posts von Julie Salter, Vishnudevandas langjähriger Assistentin, die ihn bis zu seinem Tod 1993 gepflegt hatte, zu einer MeToo-Bewegung. Sie beschuldigte ihn, sie emotional ausgebeutet zu haben und nicht einvernehmlichen Sex mit ihr gehabt zu haben. In Salters Thread erhoben zwei weitere Frauen die Beschuldigung, durch Vishnudevananda sexuelle Übergriffe erfahren zu haben. Eine vierte Frau äußerte sich öffentlich mit ähnlichen Anschuldigungen in einem Untersuchungsbericht der Gruppe Project SATYA.
Der Vorstand der Organisation argumentierte, die Aufarbeitung sei problematisch, da Vishnudevananda zur Zeit des bekanntgewordenen Vorwurfes (2019) bereits 26 Jahre verstorben war. In einer Stellungnahme äußerte der Vorstand zunächst über die Vorwürfe bestürzt zu sein, gab aber wenige Tage später in einer zweiten Stellungnahme zu, dass diese bereits seit mindestens 2007 bekannt gewesen sein. Die Sivananda Yoga Zentren kündigten eine unabhängige Untersuchung an, die einige Monate später unter Angabe von finanziellen Engpässen eingestellt wurde.

### Die Project SATYA Untersuchung
Einige Sivananda-Schüler vertrauten dem Vorgehen des Vorstandes nicht und organisierten sich in einer Facebook-Gruppe Projekt Satya. Im Februar 2020 stießen eine eigene Untersuchung an, die durch Crowdfunding finanziert wurde. Die Gruppe Project SATYA um Antonia Abu Matar, Angela Gollat und Jens Augspurger beauftragte die US-amerikanische Rechtsanwältin Carol Merchasin und die australische Psychotherapeutin Josna Pankhania mit der Untersuchung, die im März 2020 ihre Arbeit begann. Project SATYA bemängelte die fehlende Transparenz der vom Vorstand der Sivananda Zentren angekündigten Untersuchung und kritisierte, dass diese schließlich nur wenige Stunden vor den ersten vereinbarten Interviews abgesagt wurde.

Im Laufe der Untersuchungen, die durch die Gruppe Project Satya in Auftrag gegeben und finanziert wurden, veröffentlichten die Untersuchungsbeauftragten insgesamt drei Berichte. Der erste Bericht untersucht die Anschuldigungen gegen einen ehemaligen Direktor der Sivananda Yoga Zentren, Maurizio Finocchi ('Swami Mahadevananda'). Finocchi hatte als Swami (Mönch) ein Zölibats-Gelübde abgelegt. Im Bericht werden die Vorwürfe der sexuellen Belästigung gegen ihn als „äußerst glaubwürdig“ (extremely credible) bezeichnet. Im zweiten Bericht der Untersuchungsbeauftragten ist eine schriftliche Stellungnahme von Finocchi veröffentlicht, in der dieser eine „tief empfundene Entschuldigung“ für sein „Fehlverhalten“ übermittelt. Merchasin kommentiert wie folgt:
Unabhängig von der Frage, wie angemessen diese Entschuldigung ist, lese ich dies als ein Eingeständnis dass Swami Mahadevananda, auch wenn er nicht auf jeden einzelnen Vorwurf eingeht, zugibt, dass er generell sexuelles Fehlverhalten begangen hat. 
Der zweite Untersuchungsbericht bespricht die Beschuldigungen gegen einen weiteren hochrangigen Mitarbeiter der Organisation, Thamatam Reddy (aka Prahlada). Reddy war ab 2014 bis zu seiner zeitweisen Suspendierung aufgrund der Anschuldigungen gegen ihn im Jahr 2020 auch Teil des internationalen Sivananda Vorstandes war und Direktor der Zentren in Kanada und Indien. Gegen Reddy liegt auch eine Anschuldigung des sexuellen Missbrauchs einer Person vor, die zum Zeitpunkt des mutmaßlichen Missbrauchs minderjährig war. Der Untersuchungsbericht kommt zu dem Ergebnis, dass die Anschuldigungen gegen ihn „glaubhaft“ sind. Ferner schlussfolgert der Bericht, dass „mehrere glaubhafte Zeugen bestätigten“, dass der internationale Vorstand der Sivananda Yoga Zentren bereits 1998 von den Anschuldigungen des sexuellen Missbrauchs einer Minderjährigen wussten, nichts dagegen unternahmen und den beschuldigten Mitarbeiter sogar 2014 in den Vorstand beriefen.
Nach der Einstellung der Untersuchung zum Fall Vishnudevananda durch die Sivananda Yoga Organisation, verstärkte sich die Kritik am Vorgehen des Vorstandes und es kam zu verschiedenen Medienberichten im In- und Ausland. Die ehemalige Sivananda-Yogalehrerin und BBC Journalistin Ishleen Kaur produzierte eine dreiteilige Radiodokumentation zu den Anschuldigungen, die im BBC World Service ausgestrahlt wurde. Die Hauptkritik, die von unterschiedlichen Seiten geäußert wurde, lag am jahrelangen Verschweigen der Vorwürfe, die seit 1999 offen ausgesprochen wurden. Reaktion seitens der Sivananda Organisation waren aufklärende Gespräche mit den Mitarbeitern und eine überarbeitete Antimissbrauchs-Agenda. Gegen eine Aussagen, die in der BBC-Dokumentation getroffen wurden, erwirkte die Organisation laut eigenen Angaben erfolgreich, dass diese entfernt werden musste. Gegen einige Mitglieder der SATYA Gruppe versuchte die Organisation gerichtlich mit dem Vorwurf der Diffamierung vorzugehen. Stellungnahmen des Vorstandes fanden sich auf der internationalen Seite.
Gegenüber dem Fernsehsender 3sat sagt Jonas Müller (Swami Sivadasananda), Mitglied im Vorstand der ISYVC, dass man die Situation bedaure und dies gegenüber den Betroffenen ausgedrückt habe. Diese wollten aber nicht mit der Organisation reden. Man könne die Anschuldigungen aufgrund der Zeit, die inzwischen vergangen sei weder belegen noch widerlegen. Was man stattdessen belegen könne, sei, dass der Yogameister etwas geleistet habe, was über seine Person hinaus ginge.

### Folgen
In Folge der Anschuldigungen gegen Thamatam Reddy (aka Prahlada), den Direktor der kanadischen und indischen Division der ISYVC, wurde dieser Anfang 2020 von seinen Aufgaben im Vorstand der ISYVC entbunden. Die vom Vorstand der ISYVC in Auftrag gegebene und von der kanadischen Rechtsanwältin Marianne Plamondon (Langlois, Montréal) durchgeführte Untersuchung, sollte ursprünglich alle Anschuldigungen inklusive Anschuldigungen gegen Vishnudevananda untersuchen. Als die Untersuchung der Anschuldigungen gegen Vishnudevananda aus finanziellen Gründen eingestellt wurde, teilte die Organisation mit, dass die Untersuchung der Anschuldigungen gegen Reddy dennoch weiterlaufen sollte. In dieser Zeit sei Reddy weiterhin von seinen Aufgaben im Vorstand suspendiert und es sei ihm untersagt in den Sivananda Yoga Zentren zu unterrichten.
Im Jahr 2023 wurde bekannt, dass Reddy seine Affilierung mit den ISYVC gegen diese Aufforderung weiter nutzte und vorrangig in den indischen Zentren der Organisation Kurse, Workshops und Ausbildungen unterrichtete. Im Zuge dessen kam es zu einer Trennung der Internationalen Sivananda Yoga Vedanta Zentren von den indischen Zentren der Organisation, da diese von Reddy kontrolliert wurden und dieser sich widersetzte sich der Suspendierung zu beugen. Die Internationalen Sivananda Yoga Zentren erkennen seit Februar 2023 die Ausbildungszertifikate der indischen Zentren nicht mehr an. In einer Gegendarstellung erläuterte der Vorstand der indischen Sivananda Yoga Zentren indes, dass Reddy anders als dargestellt nie aus dem internationalen Vorstand zurückgetreten sei, sondern sich lediglich vorübergehend zurückgezogen habe, solange die Untersuchung gegen ihn lief. Gemäß der Aussage des Vorstands der indischen Zentren sei diese Untersuchung seit Mai 2021 beendet. Jedoch habe man trotz mehrfacher Nachfrage nie die Ergebnisse der Untersuchung erfahren und befürchte, dass Reddy durch den internationalen Vorstand zu einem „Sündenbock“ (engl. scapegoat) gemacht werde.
Die insgesamt 12 Stellungnahmen, die der internationale Vorstand der ISYVC zwischen Dezember 2019 und Januar 2023 auf der Webseite sivananda.org/ebm-statements/ veröffentlichte, sind zwischenzeitlich nicht mehr verfügbar.